# Антиядерное движение в Австрии
Антиядерное движение в Австрии ― общественное движение, целью которого является препятствование развитию атомной энергетики.

## История
Строительство первой австрийской АЭС в Цвентендорф-ан-дер-Донау, что находится примерно в 30 километрах вверх по течению от столицы страны, Вены, началось в 1972 году. В Цвентендорфской АЭС был установлен кипящий водо-водяной реактор мощностью 700 МВт, который по первоначальным планам должен был генерировать около 10% от австрийского производства электроэнергии.
Многие общественные группы выступили против этого технического новшества: это были как консерваторы, так и левые утописты и экологические. Они организовались в платформу под названием «IÖAG - Initiative österreichischer Atomkraftwerksgegne» (транслитерация: IOeAG) и выпустили брошюру под названием «Wie ist das mit den Atomkraftwerken wirklich?» (рус. Что обстоит  на самом деле с этими атомными электростанциями?). Затем они также приступили к тиражу газеты, которая финансировалась за счёт частных пожертвований.
Однако в июне 1978 года канцлер Австрии от Социал-демократической партии Брону Крайский, объявил о проведении референдума по вопросу развития атомной энергии, который прошёл 5 ноября того же года. Референдум показал незначительно преобладание противников строительства АЭС. Почти две трети имевших право голоса граждан (3,26 млн. человек) пошли на выборы и 49,5% проголосовали за, и 50,5% ― против развития ядерной энергетики.
Verbundkonzern, компания-владелец сети водных электростанций в Австрии, опасаясь снижения цен на электроэнергию, также запустила рекламную кампанию за несколько месяцев до референдума. В газетах опубликовали серию об истории аварий на АЭС в разных странах мира.
Цвентендорфская АЭС была построена, но в ней никогда не перерабатывалась атомная энергия в электроэнергию.